# ستيفن بيرنستاين (مصور سينمائي)
ستيفن بيرنستاين (بالإنجليزية: Steven Bernstein)‏ هو مصور سينمائي أمريكي، ولد في 1950 في بوفالو في الولايات المتحدة.

## وصلات خارجية
- الموقع الرسمي
- ستيفن بيرنستاين على موقع IMDb (الإنجليزية)
- ستيفن بيرنستاين على موقع ألو سيني (الفرنسية)
- ستيفن بيرنستاين على موقع أول موفي (الإنجليزية)
- ستيفن بيرنستاين على موقع قاعدة بيانات الأفلام السويدية (السويدية)
- ستيفن بيرنستاين على موقع قاعدة بيانات الفيلم (الإنجليزية)
- ستيفن بيرنستاين على موقع كينوبويسك (الروسية)
- ستيفن بيرنستاين على موقع كينوبويسك (الروسية)